# 望闕禮
望闕禮，是屬國君主向中國皇帝的宫闕禮拜的儀式。
朝鲜王朝時代，朝鮮君主在元旦、冬至、聖節（中国皇帝生日）、千秋節（中国皇太子生日）會在汉城（即现在的首爾）向北京方向遙拜，大韓帝國成立後為表示獨立，廢止此儀式。